# Pierre Joseph Vallée
Pour les articles homonymes, voir Vallée (homonymie).
Pierre Joseph Vallée (né le 18 décembre 1758 à Saint-Mihiel (Meuse), mort le 3 octobre 1828 à Paris), était un magistrat et homme politique français des XVIIIe et XIXe siècles.

## Biographie
Pierre Joseph Vallée était avocat à Saint-Mihiel au moment de la Révolution française. Partisan des idées nouvelles, il fut successivement commissaire du roi, puis commissaire du pouvoir exécutif près le tribunal criminel de la Meuse (1791), juge au tribunal civil en 1792, et accusateur public près le tribunal de la Meuse en 1794.
Élu, le 22 germinal an V, député de la Meuse au Conseil des Cinq-Cents, par 193 voix (243 votants), il ne s'y fit remarquer que par sa motion et son rapport sur l'affaire de Santerre juge de paix à Chaulny. Bien que modéré, il ne fut pas inquiété au 18 fructidor et adhéra au 18 brumaire.
Nommé juge au tribunal de cassation le 11 germinal an VIII, membre de la Légion d'honneur le 12 prairial an XII, et créé chevalier de l'Empire le 26 avril 1808, il fut maintenu par la Restauration française dans ses fonctions de conseiller à la Cour de cassation.
Il fut élu, le 20 septembre 1817, député du grand collège électoral de la Meuse, par 161 voix prit place dans le parti libéral, et vota contre les deux lois d'exception et contre le nouveau système électoral. Il quitta la vie politique aux élections législatives de 1821.

## Fonctions
- Commissaire du roi ;
- commissaire du pouvoir exécutif près le tribunal criminel de la Meuse (1791) ;
- Juge au tribunal civil (1792) ;
- Accusateur public près le tribunal de la Meuse (1794) ;
- Député de la Meuse au Conseil des Cinq-Cents (22 germinal an V : 11 avril 1797) ;
- Juge au tribunal de cassation (11 germinal an VIII : 1er avril 1800) ;
- Conseiller à la Cour de cassation (Restauration française) ;
- Député de la Meuse à la Chambre (20 septembre 1817 - 1821).

## Titres
- Chevalier de l'Empire (26 avril 1808).

## Distinctions
- Chevalier de la Légion d'honneur (12 prairial an XII : 14 juin 1804).

## Règlement d'armoiries
« D'argent, à la bande de gueules, du tiers l'écu (chargée du signe des Chevaliers-Légionnaires), acc. en chef de trois étoiles d'azur rangées en demi-orle, et en pointe d'un rocher de sable mouvant de la pointe. Toque. »